# 聖書の説話とクルアーンの関係
聖書の説話とクルアーンの関係（せいしょのいつわとクルアーンのかんけい）では、イスラームの中心的宗教聖典クルアーンと、ユダヤ教やキリスト教の聖典聖書の、特に同じ説話の登場人物について述べる。
西洋の非宗教的な学者の傾向として、上記のような類似点を分析し、聖書がクルアーンの起源と発展に影響した証拠とみなそうとするところがある。しかし伝統的ムスリムの観点からいえば、こういった論議は意味をなさない。伝統的ムスリムは、クルアーンは神アッラーフが天使のジブリール（ガブリエル）を通じてムハンマドに一連の啓示の中で伝えたものであり、この完璧で神性に満ちた啓示が一語一語、何度も何度も間違いがないように確認しながら、ムハンマドによってイスラームの支持者のために漸進的に筆記されたものだと信じている。
一方でクルアーンの物語は、それらを知らない人々に物語るための詳細よりも、物語の教訓や宗教上の意義に重きを置く。 人々が物語の詳細を既に知ると仮定した上で、道徳的・宗教的部分を強調する。聖書もまた、神の啓示を反映したものだとはみなされる。しかしその啓示は、物語も大切な神託も、人間の手に渡る段階で貶められ歪められており（tahrif）、この逸脱を修正するためにクルアーンをムハンマドに伝える必要があったのだとされる。
ムスリムが聖書をどう捉えるべきかの指針が存在し、重要なものに『クルアーンは常に聖書よりも信頼性が高い』というものがある。
そのため聖書は、クルアーンに一致する部分は受け入れられるが、クルアーンに一致しない部分は拒絶される。聖書の中の多くの物語は、クルアーンでは触れられていない。こういった節に関しては、ムスリムは信じるようにも信じないようにも指示されていない。読んでもよいし、望めばその内容を伝えることもできる。
2つの聖典の共通点は、表面的なものにとどまると主張される場合もある。聖典の通訳には原文の潜在的なメッセージが織り込まれ、訳者が体系的な差異に気づかされることにもなる。

## モーセ五書の物語

### アダムとイヴ （آدم アーダムと حواء ハウワー）
創世記 2:4-4:1と、アル・バカラ2:30–39、 アル・アアラーフ7:19–27、ター・ハー20:115–123を参照。
神は最初の人類であり男性である創造物を、粘土と、神の口から生じたエランビタールとから創った。神はそれから女性を創った。婚礼について特に言及はないが、二人は結婚したものと思われる。神は彼らを楽園の庭に住まわせた。神は二人に、1つを除けば庭のものは好きなだけ食べてよいと告げた。別の勢力が、食べれば神のようになれると彼らをそそのかし、木の実を食べるよう仕向ける。しかし聖書とクルアーンとは、ここで差異が生じる。クルアーンでは、男アーダムと女は、神のようになれるという誘惑ではなく、永生と衰えることのない王権という誘惑に負けたとされている。 
彼らは二人とも食べた。その結果、彼らは恥じて葉で裸を隠すようになった。神は彼らに質問し、木の実を食べてはいけないという神の教えを思い出させた。彼らは返事をした。神は、男と女に、また人類と誘惑者との間にいさかいが起きるようにした。神は、人を楽園の庭から追放し、二人の人間を地上に住まわせた。
他にも、意味深い差異が多くみられる。
- 聖書では、神は人に動物の名前をつけさせる[† 7]。クルアーンでは、アッラーフはアーダムに『すべての』名前を教え、アーダムはそれらを繰り返す[† 8]。
- 聖書では、女性は男性のあばら骨から創られた[† 9]。クルアーンでは、一つの魂[注 3]から創られた[† 10]。ただし、アブー・フライラの伝えるハディースの中では、ムハンマドが聖書のあばら骨のエピソードに触れている。
- 聖書では、許されざる木とは善悪の知識の木である。果物はしばしばミルトンの失楽園の描写からリンゴとして描写されるが、聖書の中では明らかにされていない[† 11]。クルアーンでは、許されざる木の名前には言及されていない[要出典]。
- 聖書では誘惑者は蛇であり[† 12]、キリスト教徒はこれを悪魔とみなす[† 13]が、ユダヤ教徒にはそう考えない者もある。クルアーンでは、誘惑者は悪魔イブリースである[† 14]。
- 聖書では、神は人間を神自身をかたどって生み出す[† 15]が、天使に平伏を命じない。クルアーンでアッラーフは、アーダムを自らをかたどらず生み出し、アーダムの前に平伏するよう天使に言うが、悪魔は拒否をする[† 16]。

### カインとアベル （カビルとハビル）
創世記4:1-16と、アル・マーイダ5:27–32を参照。2つの章句の間に矛盾はないが、それぞれに独自の題材が登場する。
アダムとイヴの間には2人の息子がいた。それぞれが神に供物をささげると、神は片方だけを受け取り、片方はとらなかった。聖典はそれぞれ、なぜ神が片方のみを受け取ったのか理由は明らかにしていない。聖書の物語が仮定するのは、神が供物についての指示を与えたのにカインがそれに従わなかったのではないかということである。イスラム伝承では、結婚相手をめぐる争いであったとも伝えられているが、クルアーンには記述はない。自分の供物が認められなかったため、カインはアベルを殺害した。カインは神と交流し、神は彼に困苦を与える。アベルは高潔であるとみなされる。
- クルアーンでは、カインとアベルの名は出てこず、イスラム伝承ではカービール（アラビア語聖書ではカーイーン）とハービール（アラビア語聖書でも同名）と呼ばれている。

### ノア （نوح ヌーフ）
創世記6:5-9:29と、主にフード11:25–48、アル・アアラーフ7:59–64、ユーヌス10:71–73、アル・ミウムヌーン23:23–28、アッ・シュアラーゥ26:105–121、アル・カマル54:9–16、ヌーフのスーラ全体71:1–28を参照。 
ノアは、邪悪な人々のはざまで高潔に生きた男性である。神は、よこしまな人々をすべて殺害し高潔な人間をすくうことを決めた。神はノアに、神自身の指示に従って方舟を作るよう命じた。ノアはそれを作り上げ、彼と、彼以外に幾人かと、種の1つがい（聖書は動物の種類を明記する）を方舟に載せた。水が地面から吹きあがり、雨が降り、大洪水は地上のよこしまな人々すべてを殺害した。方舟の乗員は全て生き残り、水が引くのを待った。
キリスト教徒とムスリムの間では、洪水が地域的なものか全世界的なものかで見解の相違がある。聖書の記述では「天国の下のすべての高い山が水に沈んだ」とあり、おそらく世界的規模の洪水を意味する。近年の地質学的調査により、世界的規模の洪水という点は議論を呼んでいる。
聖書とクルアーンの間には、いくつかの相違点がある。
- クルアーンはヌーフとよこしまな人々の間の対話を詳細に記述している[† 24]が、創世記は対話に触れていない
- クルアーンでは、ヌーフには反抗的な息子が1人いて[† 25]、ヌーフの家族でなくともヌーフに従った誠実な人々が生き残っている一方で、かの息子は洪水で死亡した[† 26]。

創世記では、息子が3人、ノアの妻と息子の妻についての記述がなされ、それ以外は記されない。
- クルアーンでは、方舟はジューディー（ユダヤ）山に乗り上げる[† 27]が、聖書では、アララト山に乗り上げる[† 28]。アル・ジューディー（ユダヤ）は、聖書のアララト地域の山の一つである。クルアーンはアララト地域の特定の山を挙げたが、聖書はアララト地域としか示していない。ジューディーはトルコのアララト地域に現存する。この話題については、聖書とクルアーンの間に対立はない。

### アブラハム（イブラーヒーム）とイサク（イスハーク）の燔祭
創世記18:1-15、22:1-20と、フード11:69–74、アル・ヒジュル15:51–56、アッ・サーッファート37:102–109、アッ・ザーリヤート51:24–30を参照。2つの聖典に矛盾はないが、それぞれ重要でない程度の独自性を持つ。
何人かの使者が、ソドムとゴモラの人々を滅ぼそうとする途上で、アブラハム（イブラーヒーム ابراهِيم）のもとを訪れている。アブラハムは彼らを歓迎してテントに招き入れ、食べ物を提供している。彼らはアブラハムに、妻サラ（サラー سارة）が間もなくイサク（イスハーク إسحٰق）を妊娠するだろうことを伝えた。サラはその考えを笑ったが、それは彼女が子供を授かるにはあまりに年をとりすぎていたからであった。
創世記18:12 “それでサラは心の中で笑って言った、「わたしは衰え、主人もまた老人であるのに、わたしに楽しみなどありえようか」。”
フード11:72 (Yusuf Ali). "かの女は言った。「ああ,情ない,わたしは老婦人であり,この夫も老人なのに（子が）産めましょうか。本当にこれは不思議なことです。」"
天使は彼女を非難し、神の意志により息子を生む事が出来ると告げた。
別の物語では、アブラハムは神から、息子を供物としてささげるよう啓示を受ける。アブラハムはこれに同意し、供物の準備を始める。彼が息子を殺す直前、神はアブラハムを止めて代わりに供物とすべきものを与えた。アブラハムは、神への忠実性を讃えられた。ここではいくつかの相違点がみられる。
- 創世記では、供物とする息子は明らかにイサクだったが、クルアーンではあいまいである。伝統的にムスリムは、この息子はイスマーイール（Ismā'īl إسماعيل）であり、イスハーク誕生前の出来事だったと考えている。しかしムスリムの学者の中にも犠牲にささげられた息子はイスハークだったと主張するものは多く、それも、異端な説や珍説とはみなされていない。
- 神は創世記ではアブラハムに直接語りかけているが、クルアーンでは映像（夢）を通じて伝えている。
- クルアーンでは、イブラーヒームは息子に供物になることを告げている。創世記では、アブラハムはイサクにはっきりと伝える代わりに「神が供物を準備してくれるだろう」と言っている。

### ロト（لوط）、ソドムとゴモラ
創世記19:1-26。サラーに関する物語は、アル・ヒジュル 57-77 で全体像が語られ、フード 74-83 、アル・アアラーフ 80-84 、アッ・シュアラーゥ 160-174 、アン・ナムル 54-58 、アル・アンカブート 28-35 、アッ・サーッファート 133-138 、アッ・ザーリヤート 31-37 、アル・カマル 36-39 の各スーラで繰り返される。
アブラハムを訪れた後、幾人かの天使が訪れた町にはロト（ルート）が移住していた。天使はアブラハムに、間もなく神が人々の不正ゆえに町を滅ぼすだろうと告げた。人々は天使を見て、セックスを誘いかける。ロトは彼らの代わりに娘を差し出そうとするが、彼女らは最初に助けられる。天使はロトに、夜のうちに家族を逃がすよう、また後ろを振り向かぬよう言う。天から降り注ぐ石（聖書では硫黄の火）によって、神は人々を滅ぼす。ロトの妻は、振り返って燃える町を見ようとして塩の柱になってしまう。
クルアーンと聖書には、いくつかの相違点がある。
- クルアーンでは、ルートは預言者である。創世記19:1-29では、ロトは町の門に座っているが、ここは人々が年長者からの助言を求める場所である。ロトは公正に行動し、二人の天使に、外の広場で夜を過ごすよりも自分のところで過ごそうと誘う。新約聖書では、使徒ペトロはロトを、ソドムの悪人たちのみだらな生活によってひどく悩まされていた義人だと述べている[† 31]。
- 創世記でのロトの妻は、ロトと一緒に去ろうとするが、一瞬振り返ったため、神に塩の柱に変えられる[† 32]。クルアーンでは、妻は町を去ろうとしなかった[† 33]。
- 聖書とクルアーンで、アブラハム（イブラーヒーム）は神に慈悲を乞うている[† 34]。創世記では、もし正しい者が町に10人いればソドムの町を滅ぼさないよう神を説得したが、その人数を見つけることはできなかった。クルアーンでは、神の慈悲をあきらめるようにイブラーヒームは宣告される[† 35]。

### ヨセフ（ يوسف　ユースフ）
ヨセフ（ユースフ）の物語は、創世記37-50と クルアーン 12.4-102 を参照。
ヨセフは11の星と太陽と月がすべて彼にひれふす夢を見て、それを家族に話した。
ユースフがその父（ヤアコーブ）にこう言った時を思え。「父よ、わたしは（夢で）11の星と太陽と月を見ました。わたしは、それらが（皆）わたしに、サジダしているのを見ました」。
彼の兄弟は、父が自分たちよりもヨセフを偏愛するのを妬むようになった。兄弟たちはヨセフを殺害しようと策略を練り、一人の兄弟の発案で、ヨセフを殺すのではなく自分たちだけのときに彼を井戸（聖書では穴）に投げこむことになる。兄弟たちはそれを実行に移し、血に染まったヨセフの衣服を父に見せて、野生動物が彼を襲ったのだと嘘をついた。キャラバンが井戸に近付くと、兄弟たちはヨセフを井戸から引っ張り上げて、キャラバンの商人に奴隷として売りつける。その後、商人は彼をエジプトの裕福な商人に売りつける。
ヨセフはエジプト人の家で成長する。彼が成人したとき、主人の妻が彼を誘惑する。ヨセフは抵抗して逃げ出す。妻は夫に嘘をつき、ヨセフが自分をレイプしようとしたと訴える。この点で2つの物語には差異がある。ヨセフの主人は、彼を牢屋に入れる。牢屋でヨセフは2人の男に出会う。1人はワインを作る夢を見、もう1人は運んでいるパンの山を鳥がついばむという夢を見た。ヨセフは、前者は再びファラオに仕え、後者は処刑されるだろうと語る。事実その通りになる。その後、ファラオが夢を見る。
創世記 41:17-19　“それでパロはヨセフに話した。「夢の中で、私はナイルの岸に立っていた。見ると、ナイルから、肉づきが良くて、つやつやした七頭の雌牛が上がって来て、葦の中で草をはんでいた。すると、そのあとから、弱々しい、非常に醜い、やせ細ったほかの七頭の雌牛が上がって来た。私はこのように醜いのをエジプト全土でまだ見たことがない。”
ユースフ 12.43　“（エジプトの）王が言った。「わたしは7頭の肥えた牛が、7頭の療た牛に食われているのを（夢に）見ました。また穀物の7穂が緑で、他（の7穂）が枯れているのを見ました。首長たちよ、あなたがたが夢を解け得るならば、このわたしの夢を解釈して下さい。」”
ファラオはヨセフに助けを求め、ヨセフは王の夢解きをする。すなわち、エジプトは7年豊作を迎えるが、その後7年の凶作が訪れ、その飢饉は蓄えを超えるだろうと。ファラオはヨセフに、国庫管理の権限を与えて報いた。
飢饉の間にヨセフの兄弟が、1人だけを父のもとに残してエジプトに食物を買いに来る。ヨセフは彼らに気付いたが、兄弟たちはヨセフに気付かなかった。彼は兄弟たちに、その場にいない弟を連れて戻ってくるよう要求する。兄弟たちは家に戻り、自分たちが払ったよりも多くの銀を袋の中に発見する。これはヨセフがこっそり入れておいたものだった。彼らは父に、家にいた弟を連れてエジプトに戻れるよう頼む。父は、しぶしぶこれを許す。
兄弟たちが戻ると、彼は、自分がヨセフであることを打ち明ける。  
聖書によれば、家に残っていた弟はベニヤミンであり、彼はヨセフの唯一の同母弟である。他は異母兄弟であった。

### モーセ（ موسى ムーサー）
聖書に見られるモーセの物語は、出エジプト記、レビ記、民数記、申命記である。ここでは、ほとんどを出エジプト記1-14と32による。クルアーンでは、ムーサーの物語は以下による。アル・バクラ 2:49-61、アル・アアラーフ7：103-160 、ユーヌス10：75-93 、アル・イスラー17：101-104 、ター・ハー20：9-97 、アッ・シュアラーゥ26：10-66 、アン・ナムル27：7-14 、アル・カサス28：3-46 、アル・ガーフィル40：23-30 、アッ・ズフルフ43：46-55 、アッ・ドハーン44：17-31 、アン・ナーズィアート79：15-25 。
ファラオは、イスラエル人の男の幼子たちを殺害していた。モーセの母は、モーセを小さな方舟に入れて流すが、神は彼を保護した。ファラオの家族が彼を発見して養い親になる。モーセの姉ミリアムは、モーセの後を追った。彼が拾い上げられたとき、ミリアムは彼の実の母が乳母に採用されるよう進言した。成人したモーセは、エジプト人と争っているイスラエル人を見かけた。モーセはとりなそうとして、エジプト人を殺してしまう。翌日モーセは、自分が救ったイスラエル人と会う。「あなたはエジプト人を殺したように、私も殺そうと言うのか。」と彼は言った。ファラオはモーセを殺そうとするが、彼は逃亡する。モーセはミデヤン人の水場に赴く。彼はある姉妹に遭い、連れていた群れに水を飲ませる。姉妹の父はモーセのことを知ると、娘のひとりと結婚して留まるよう彼を誘う。
ミディアンで、モーセは火を見てそれに近づく。神が彼に話しかけ、まず靴を脱ぐよう言う。そしてモーセが神に選ばれたことを告げる。神はしるしとして、杖を投げ捨て腕を差し伸べるよう言う。杖は蛇に変わった後、再び杖に戻る。腕は病気でもないのに白く変わった。神は、ファラオのところへ行って神の啓示を申し伝えるよう命ずる。モーセは自分は口下手だと言うが、神は彼の兄アロン（ハールーン）を召喚し、モーセの語りを補助せしめる。
神はモーセをファラオの宮廷に送る。ファラオはモーセに耳を傾けることを拒否したので、モーセが杖を投げ捨てるとそれが蛇になった。モーセが腕を伸ばすと、病的な白さに変わった。ファラオの魔術師も魔術を見せるが、その魔術はモーセの蛇に呑みこまれる。神は血、カエル、イナゴ、そして死などを送りつけた。神は十のしるしをファラオに送った。エジプト人はヘブライ人が去らせることに何度も同意するが、神が災いを止める度にまた約束を破るのである。神はモーセを指示して、イスラエル人に海を渡らせる。モーセが杖で海を打つと、海の水が引く。ファラオの軍勢が彼らを追いかけてくると、海の水が戻ってきて軍隊を飲み込む。
モーセは、兄アロンを人々の指導者に据えると、ヘブライ人を40夜に渡り置き去りにした。山の上で、神はモーセにイスラエルが従うべき指針の啓示を与える。それらを記した石板を神は生み出し、モーセに石版を持たせてイスラエルに戻らしめる。モーセは神に姿を現すよう願う（聖書には記述されていない）。人々は火と稲妻と山を見て恐れる。モーセが不在の間に、イスラエル人は偶像崇拝を希望した。人々は自分たちの身装具の金を使って黄金の牛を造り、それが自分たちをエジプトから救い出してくれた神だと言った。アロンは彼らを止めなかった。戻ってきたモーセは彼らとアロンを責め、この罪のために多くの人々が命を失った。神は食べ物としてマナとウズラを降らせるが、ヘブライ人はまだ神に反抗的で、食べ物について不平を言った。モーセが神に水を求めると、神はそれに応えた。モーセが杖で石を打つと、水が湧き出した。イスラエル人はのちに12部族に分かれた。
神はイスラエル人に豊かな地を約束したが、この時期が2つの聖典間で異なっている。その他、トーラーの詳細部分の多くの部分に差異がある。
- 聖書では、モーセの託宣は、イスラエル人をファラオの奴隷制から救い出すものであった。クルアーンでは、ムーサーはまずファラオを唯一神に改宗させることに専念する。ファラオは自身が神であるかのようにふるまってエジプトの民から崇拝されていた。
- 聖書のモーセは預言者になることに気乗りしない様子で弁解する。結局は同意するが、最初彼の準備が整うまでは、アロンが話したり奇跡をおこなったりした。クルアーンでは、ハールーンはアッラーフの使者として、困難な仕事でムーサーのバックアップをした。ムーサーはアッラーフに、家族の手助けが必要だと願い、兄のハールーンは自分よりうまく語るとハールーンを称賛した。
- クルアーンの物語では、魔術師はムーサーの行う奇跡を見てアッラーフに帰依し、ファラオの怒りを買う。
- クルアーンでは、ファラオは悔い改めることもなく、溺れそうになったときもムーサーとアッラーフを騙すために、ムーサーとハールーンの唯一神に帰依すると言った。しかしすべてを知るアッラーフはこれを受け入れず、天使を見たあと死の時に彼は悔悟する。
- 聖書では、モーセは最初にファラオのもとに赴き、なんのしるしを見せることもない。
- 出エジプト記では、アロンは金の牛を作る手伝いをしている。クルアーンでは、ハールーン自身がアッラーフの使者であり、ムーサー不在の間の代表者であった。彼は全力でその考えに抵抗し、神の怒りを買うことになるとイスラエル人に警告した。
- 出エジプト記では、ファラオは溺れた。クルアーンでもファラオは同様に溺れるが、アッラーフはファラオの遺体を数世代に渡る例証として保つと言った。
- クルアーンでは、ムーサーは逃亡ののちミディアンにたどり着き、姉妹の父から娘と結婚させる代わりに、数年間自分の元で奉仕するよう勧められる。さらに数年余分に働いてもいいとも提案される。この交渉は創世記におけるヤコブの結婚時の交渉と類似している。ただしクルアーンにおけるこの場面では、ムーサーが追加の年数、義父に奉仕し、姉妹双方を娶ったような記述は見当たらない。

### コラ（カールーン）の破滅
コラ（カールーン）の破壊の物語は、民数記16:1-50とアル・カサス76-82に見られる。コラはモーセと同時代のイスラエル人である。その不正のため、神は地を割り彼とその家を飲み込ませて殺した。クルアーンでは、カールーンは裕福でかなり尊大な人物としてだけ描かれる。民数記では、彼はモーセに対して反抗的な行動に出る。神は、自分と折り合わない他の人々やその家々も破壊している。

## 旧約聖書の物語

### ギデオン（جدعون ジドウーン）
聖書では、ギデオンは、ヨシュア記から王制の始まりにかけての間の、イスラエルの士師である。聖書の士師記では、ギデオンはヘブライ人を戦に駆り出すことにためらっている。神の力を誇示するため、神はギデオンに、軍隊が川にいつ到着するか見守り、また彼の手からでなく飲んだ者は誰でもギデオンが家に送り届けなければならないとした。ヘブライ人はついには勝利を手にした。
クルアーンでは、同じ出来事がジャールートのところに向かう途中のタールートに起こる。聖書のサウルとゴリアテの物語では、サウルはゴリアテの軍隊と戦うことにもためらいがちであったが、ダビテがイスラエルのために戦い勝利を手にする。

### サウル、ダビデ、ゴリアテ（طالوت タールート、داود ダーウード、جالوت ジャールート）
サムエル記上8-12、17:1-58とアル・バカラのスーラ2:246-248、249-251を参照。
イスラエル人が王の統治を欲したため、イスラエルの預言者はサウル（タールート）を王に任命した。
少なくとも数人は、サムエル（صموئيل サムーイール）の選択に満足してはいなかった。サウル（タールート）は軍隊と交戦していたが、勝利の確証はなかった。ダビデ（ダーウード）は、敵軍の重要な戦士ゴリアテ（ジャールート）を殺害した。聖書では、ゴリアテはペリシテ軍の戦士だった。クルアーンでは、ジャールートは指導者である。物語もまた、ギデオン（ジドウーン）が軍を率いた際とに類似性を持つ。

### シバの女王
列王記上10:1-13、歴代誌9:1-13、アン・ナムル 27:20-44 参照。二つの物語には、ほとんど共通点がない。それぞれの物語で、シバの女王はソロモン（سليمان スライマーン）を訪れ、その知恵と富とに感動する。聖書での訪問は、ほぼ外交的なものである。クルアーンでは、女王は一神教信者になり、スライマーンと結婚してその王国に所属するのである。クルアーンには記述がないが、イスラームの伝統では、シバの女王の名はビルキス Bilqis あるいはバルキス Balqis （بلقيس）であるとされる。

### ヨナ （ يونس ユーヌス） と"クジラ"
聖書とクルアーンの両書で、ヨナ（ユーヌス）は『大きな魚』、通常はクジラと推測される魚に飲み込まれる。聖書のヨナ書は4つの章からなり、ニネヴェへのヨナの使命について語る。クルアーンでは、アッ・サーッファート 37:139-148 、アル・アンビヤーゥ 21:87-88 、アル・カラム 68:48-50 と、物語は3度繰り返される。ユーヌス 10:98 、アル・アンアーム 6:86 でも触れられる。
クルアーンでは、ユーヌスは自分の民に失望し、彼らを神の慈悲にゆだねようとするが、これは神の許しを得たことではなく、自らの責任に反するものであった。クルアーンではまた、ユーヌスがもし魚の腹の中で祈らなかったら、彼はそこに裁きの日まで、つまり魚が死んで腐ってゆくまでとどまることになっただろうと述べている。聖書では、ヨナはタルシシまでの船料金を支払う。どちらの物語でもヨナは渡し船に乗りこむが、ヨナは海中に放り出されて大きな魚に飲み込まれる。祈りののち、彼は魚から吐き出され、岸に打ち上げられる。神はヒョウタンもしくは雑草を生長させる。聖書では、ヨナはニネヴェに進み、ニネヴェの町は神に保護される。聖書とクルアーンの両書で、神は弱りきったヨナ（ユーヌス）が海岸に横たわる（聖書では町の東に座るとある）と、彼が楽になるようヒョウタン（ひさご）を茂らせる。イスラムの文献によると、大きな魚は初め怯え、神聖な人物を飲み込んでしまったのかもしれないと恐れる。自分の腹の中から素晴らしい声が響いて祈りと嘆願が語られる様子に、周りに集まった多くの海の生き物が耳を傾けているからである。しかし魚はその後、ユーヌスを飲み込むことは神の使命であると知って安心する。2日後、魚はユーヌスを島の岸辺におろす。彼はひどく弱っていた。胃液と強い太陽光とが彼の肌を焼き、ユーヌスは痛みのあまり叫ぶ。神はツル科の植物を彼の上に茂らせ、ユーヌスに果物と木陰を与える。彼が回復して人々のもとに戻ると、彼らはユーヌスが去った後によい人々になっていた。
クルアーンによれば、ユーヌスが預言者として送られた人々の数は10万を超える。彼らはユーヌスの言葉を信じ、神は彼らに長い繁栄を許した。

### ハマン
聖書では、ハマンはペルシャ帝国の王アハシュエロスの大官で、ユダヤ人をすべて滅ぼすという計画を立てた人物である。
クルアーンでは、ハマンはモーセの時代のエジプトのファラオの顧問官また建設家である。ファラオは彼に、創世記のバベルの塔と同じようなものを建てるよう命じた。どちらも天に届くような建築物をれんがで作ろうとした点が共通している。
クルアーンにおいてムーサーの時代に登場するハーマーンと、聖書のエステル記に登場するハーマーンは、イスラム教徒の間では一般的に別人物だと考えられている。しかし、同一人物であるという解釈も成り立つ。クルアーンにはハーマーンの滅亡が述べられているが、いつ滅びたかは述べられていない。一方、聖書、クルアーンに登場する人物には常人をはるかに超えた長寿の人物が登場するので、ハーマーンもその一人と考えることもできる。ムーサーの時代から生き伸び、エステルの時代にまで存命し、イスラエルの預言者を苦しめ続けた人物だとも考えられる。

## 新約聖書の物語

### ザカリア（ زكريا ザカリーヤー）とヨハネ（ يحيى ヤフヤー）
ザカリア（ザカリーヤー）の物語は、ルカによる福音書1:5-80と3:1-22、クルアーンの19.2-15に見られる。ザカリアとその妻は、子供を授かることなく老齢に達した。神はザカリアに語りかけ、不妊だった妻が子を宿し、その名もヨハネ（ヤフヤー）であることを告げる。その御しるしとして神は、ヨハネが生まれるまでザカリアの口がきけないようにした。ザカリアは身振りを使って意志を伝えた。ヨハネは成長して偉大で高潔な預言者となり、神の御言葉を立証する。どちらの物語も、ヨハネの死について言及している。
2つの物語には決定的な不一致は存在しないが、それぞれに独自の要素がある。例えば、聖書のザカリアは司祭である。神はヨム・キプルの日、至聖所で彼に語りかける。彼は神の意志の実現を疑ったため、神のしるしと罰として口をきけなくされた。ムスリムはザカリーヤーを預言者とみなすため、彼は神の全能を疑ったことはないものの、クルアーンの物語によれば彼は高齢であり妻も長く不妊であったため、いかにしてそのような事態を起こすか質問したとする。神にとってそれはいともたやすいことであり、かつてザカリーヤーが無であるときに神が彼を創ったのと同様であると、彼は告げられる。クルアーンの物語で、ザカリーヤーが求めた御しるしは3日3晩の沈黙となった。そこでザカリーヤーは、部屋から出て人々に主を讃えるよう霊感的身振りで伝えた。

### マリア（ مريم マルヤム）
マリア（マルヤム）の物語は、ルカによる福音書1:26-37、2:1-21とクルアーンの19:16-35で語られる。聖書では、エリザベトが洗礼者ヨハネを懐妊した半年後に、神が天使ガブリエルをナザレにいた聖母マリアのもとに遣わした。マリアはダビデ王家の出自で、同じ王族のヨセフと婚約していた。人の似姿をした天使が家の中に訪れて彼女に「恵まれた女よ、主が汝とともにおられる」と告げる。マリアは祝辞を聞いたが声が出なかった。天使のことも、彼が来た理由も、言葉の意味もわからず混乱していたのである。天使は続けて「恐れるなマリア、汝は神の恵みを受けたのである。見よ、汝はその子宮に子を宿し、息子を授かるであろう。彼の名をイエスと名付けよ。彼は大いなる者となり、いと高き方の息子と呼ばれるだろう。主たる神は、彼に父ダビデの玉座を与える。彼はヤコブの家を永遠に統治し、彼の王国は限りなく続くであろう。」と告げる。神のごときガブリエルの言葉を疑わぬまでも、恐れと驚きでいっぱいになり、彼女は答えた。「どうしてそのようなことがあり得ましょう、私は男性を知らぬのに？」マリアの不安を消し、彼女の処女性が守られることを保証して、天使は答えた。「聖霊が汝を訪れ、いと高き方の力が汝を覆いかくすであろう。それゆえ汝の産む子は聖なる者であり、神の子と呼ばれるのである。」その言葉の真実性を示して、彼は洗礼者ヨハネの受胎、つまり長年不妊でもはや老齢の親類が奇跡的に懐妊したことをマリアに教える。「そして見よ、汝のいとこエリザベトを。彼女もまた老齢で懐妊し、不妊と呼ばれていたのにすでに妊娠6ヶ月を数えている。神に不可能はないのだ。」この喜びに満ちたメッセージや、母になることと処女性の誓いがどう両立するのかを、マリアはまだ十分には理解していなかったかもしれないが、天使の最初の言葉を信じ、全能の神を信じて言った。「神の端女たる私に、御言葉によってその通りになされますよう。」
ルカによる福音書ではマリアはヨセフと婚約しているが、クルアーンでは男性にはまったく言及されていない。クルアーンでは、『彼女の身内』はマリアとの会話の中で、彼女の姦淫を責めている。聖書では、同様の会話はなされていないが、人々がそう考えていることをヨセフは承知していた。
クルアーンにはマルヤムの名からとられた章があり、その16-37でマルヤムの物語が述べられる。
またこの啓典の中でマルヤム（の物語）を述べよ。かの女が家族から離れて東の場に引き籠った時,かの女はかれらから（身をさえぎる）幕を垂れた。その時われはわが聖霊（ジブリール）を遣わした。かれは1人の立派な人間の姿でかの女の前に現われた。かの女は言った。「あなた（ジブリール）に対して慈悲深き御方の御加護を祈ります。もしあなたが,主を畏れておられるならば（わたしに近寄らないで下さい）。」かれは言った。「わたしは,あなたの主から遣わされた使徒に過ぎない。清純な息子をあなたに授ける（知らせの）ために。」かの女は言った。「未だ且つて,誰もわたしに触れません。またわたしは不貞でもありません。どうしてわたしに息子がありましょう。」かれ（天使）は言った。「そうであろう。（だが）あなたの主は仰せられる。『それはわれにとっては容易なことである。それでかれ（息子）を入びとへの印となし,またわれからの慈悲とするためである。（これは既に）アッラーの御命令があったことである。』」
こうして,かの女はかれ（息子）を妊娠したので,遠い所に引き籠った。だが分娩の苦痛のために,ナツメヤシの幹に赴き,かの女は言った。「ああ,こんなことになる前に,わたしは亡きものになり,忘却の中に消えたかった。」その時（声があって）かの女を下の方から呼んだ。「悲しんではならない。主はあなたの足もとに小川を創られた。またナツメヤシの幹を,あなたの方に揺り動かせ。新鮮な熟したナツメヤシの実が落ちてこよう。食べ且つ飲んで,あなたの目を冷しなさい。そしてもし誰かを見たならば,『わたしは慈悲深き主に,斎戒の約束をしました。それで今日は,誰とも御話いたしません。』と言ってやるがいい。」
それからかの女は,かれ（息子）を抱いて自分の人びとの許に帰って来た。かれらは言った。「マルヤムよ,あなたは,何と大変なことをしてくれたのか。ハールーンの姉妹よ,あなたの父は悪い人ではなかった。母親も不貞の女ではなかったのだが。」そこでかの女は,かれ（息子）を指さした。かれらは言った。「どうしてわたしたちは,揺能の中の赤ん坊に話すことが出来ようか。」（その時）かれ（息子）は言った。「わたしは,本当にアッラーのしもべです。かれは啓典をわたしに与え,またわたしを預言者になされました。またかれは,わたしが何処にいようとも祝福を与えます。また生命のある限り礼拝を捧げ,喜捨をするよう,わたしに御命じになりました。またわたしの母に孝養を尽くさせ,高慢な恵まれない者になされませんでした。またわたしの出生の日,死去の日,復活の日に,わたしの上に平安がありますように。」
そのこと（イーサーがマルヤムの子であること）に就いて,かれら（ユダヤ教徒,キリスト教徒）は疑っているが本当に真実そのものである。アッラーに子供が出来るなどということはありえない。かれに讃えあれ。かれが一事を決定され,唯「有れ。」と仰せになれば,即ち有るのである。
本当にアッラーは,わたしの主であり,またあなたがたの主であられる。だからかれに仕えなさい。これこそ正しい道である。それなのにかれらの間で,諸宗派が異なる。信じない者こそ災いである。偉大なる日の審判のために。

### イエス（ عيسى イーサー）
イエス（イーサー）は聖書の4つの福音書（マタイ、マルコ、ルカ、ヨハネ）全体を占め、同様に新約聖書以降の本の焦点となる。イーサーはクルアーンに何度も登場する。関連部分はさらに多い。
クルアーンには、イーサーの生涯についての物語はほとんど存在しないが、聖書に共通する短い叙述は含まれている。
- 死人を生き返らせた[† 56]
- メシアである[† 57]
- 使徒がいる[† 58]
- 弟子が不信心者に布教していた[† 59]
- 盲人とハンセン病患者を治した[† 60]
- 聖霊によりうまれた[† 61]
- 現在は天国で生きている[† 62]
- 揺りかごにいるころから話ができた[† 63]

キリスト教世界では大多数の教派が、イエスは三位一体の位格の1つであるという見解を持つ。聖書はイエスを、神から別れた人格であり、様々な称号と、通常神と同等の特質を持つとする。新約聖書においては聖霊も同様に考えられる。クルアーンは三位一体の考え方を否定する。クルアーンによれば、イーサーとマルヤムは自身への崇拝を望んだことはなく、神への信仰を人々に説いている。またクルアーンによれば、神は『唯一無二』であり、神が肉体を持つと考えること自体が罪であるとみなす。

## 他の人物
クルアーンと聖書とでは、共通する登場人物（一般的には同じ物語に登場する）が50人以上ある。クルアーンは、イドリース（エノク）、イスマーイール（イシュマエル）らを預言者と特定するが、それぞれについての物語が語られるわけではない。聖書では、これらの登場人物は預言者ではなく高潔な人物として描かれる。イムラーン（アムラム）はマルヤム（イエスの母マリア）の父として登場する。

## 類似点
いくつかの場合、クルアーンと聖書とでは、同じ出来事を違った文脈で物語る。

### 子牛の像とサマリア人
聖書では、モーセ（ムーサー）の不在中、ヘブライ人とともに出エジプトを果たした人々の一部が金の子牛像を拝んでおり、「これこそ汝の神、ああイスラエルよ、汝をエジプトより連れ出した」と聞かされていたのだった。800年後、サマリアは北イスラエル王国の首都となっている。北イスラエル王国の最初の王ヤロブアムもまた、2体の金の子牛像を造り、『これこそ汝の神、ああイスラエルよ、汝をエジプトより連れ出したり』と言ったという。のちの紀元前700年頃 、別の民族がサマリアを占領し、サマリア人と呼ばれるようになった。
クルアーンでは、ムーサーが不在の間の子牛の物語がかたられる。『サーミリー』（ユースフ・アリ説）もしくは『サマリア人』（アルベリー説）と呼ばれる男が、彼らの偶像崇拝を支持したことを責められている。
ホセア書の8:5-6には、ター・ハー 20:97 と同じ内容が書かれており、ホセアがヤロブアムの子牛の話に触れ、クルアーンは先の子牛像について触れている。どちらにも預言者が登場し、サマリア人もしくはサーミリーに子牛像を破壊すると約束させている。
| 「 | サマリヤよ。わたしはあなたの子牛をはねつける。わたしはこれに向かって怒りを燃やす。彼らはいつになれば、罪のない者となれるのか。彼らはイスラエルの出。それは職人が造ったもの。それは神ではない。サマリヤの子牛は粉々に砕かれる。 | 」 |

| 「 | かれ（ムーサー）は言った。「出ていきなさい。生きている限りは,誰とも接触がなくなる。決して破れない約束（処罰）があなたにはある。あなたがのめり込んで崇拝していた神々を見なさい。わたしたちはこんなものは焼いて海の中にまき散らすでしょう。[Quran 20:97] | 」 |

クルアーンによれば、ムーサーによりサーミリーは誰ともふれあえないという罰を与えられた。その偶像崇拝を理由に、現代のユダヤ人もみな、サマリア人に触れることを許されていないという。
この解説において、ユースフ・アリは「サーミリーとはサマリア人の意味ではない」と主張している。

### ミリアムとマリア
アラビア語では、「マリア」という名も「ミリアム」という名も「マルヤム」と呼ばれる。イーサーの母マルヤムについて語る場合、クルアーンはマルヤムにハールーンの妹、イムラーンの娘、と言った呼称をつける。
| 「 | 「ハールーンの姉妹よ,あなたの父は悪い人ではなかった。母親も不貞の女ではなかったのだが。」[Quran 19:28]) | 」 |

| 「 | またわれは自分の貞節を守ったイムラーンの娘マルヤム（の体内）に,わが霊を吹き込んだ。[Quran 66:12] | 」 |

聖書の出エジプト記の女預言者ミリアムは、アロンとモーセの姉、アムラムの娘である。イエスの母のマリアの時代よりも、1000年ほど前の人である。大部分のムスリムは、ミリアムは精神的な意味での妹であって、厳密な意味では妹でないと信じている。マリア（マルヤム）の父の名はクルアーンでははっきり、モーセ（ムーサー）やミリヤム（マルヤム）の父と同じ名前であるアムラム（イムラーン）だと述べられている。しかし新約聖書の記述によれば、マリアの父の名はヤコブ（ヤアクーブ）である。イスラームでは一般的に、同一の人物が聖書とクルアーンで名称が異なる場合、聖書で述べられている名前が本名で、クルアーンで述べられている名称が渾名だと解釈される事が多い。エノク（アフヌーフ）＝イドリース。テラ（ターラフ）＝アーザル。サウル（シャーウル）＝タールート。など。そのため、マルヤムの父イムラーンも本名ヤアクーブの渾名と解釈する事も出来る。イーサーの母マルヤムの時代が、ハールーンの姉妹マルヤムの時代とは異なることは古くからムスリムの間でも十分認知されており、両者が別人物であることも知られていた。しかしクルアーンの中でマルヤムがハールーンの姉妹と呼ばれていたことについては、キリスト教徒からの「ムハンマドは両者の時代を混同したために、そのように記述したのだ」
と言う批判に対して反論する必要に常に迫られた。よくなされる反論として、ハールーンの姉妹とはハールーンの子孫と言う意味であると言う説があるが、ハールーンはレビ族であり、マルヤムはユダ族であるので、この説は苦しい。その日、町では葬式があり、住民全員がハールーンの子孫を名乗ったと言う説もあるが、そのような根拠自体が存在しない。実際に、マルヤムにはハールーンという名の兄弟がいたのだという説もあるが、マルヤムの母はマルヤムを産むまで産まずめであり、マルヤムの前後に兄弟がいたとも考えにくい。いずれの解釈をとっても、ハールーンの姉妹と言う記述の真意は、謎に包まれている。
共通の名前ではあるが、ミリアムとマリアは、聖書では明らかに同一人物ではない。アロンとモーセの姉ミリアム (c. 1450 BC) は、アムラムの娘であり （Num. 26:59 参照）、イエスの母マリア (c. 50 BC) は、エリ（ヘリ）の娘である（Luke 3：23参照）。

### ハンナとアンナ
サムエル記では、ハンナは神から息子サムエルを授けられる。ハンナは息子を、預言者であり聖職者でもあるエリのもとに預け、神への奉仕に専念させる。
クルアーンでは、マルヤムの母は神に感謝してマルヤムを神への奉仕に専念させる。マルヤムは預言者ザカリアのもとで生活する。
聖書では、ザカリアは聖職者でもある。クルアーンでは、マルヤムの母の名は説明されていないが、イスラームの伝承では、Hannahである。キリスト教徒の伝統では、マリアの母の名はアンナであり、これはHannahのギリシア語表記である。